# ألوين جورج
ألوين جورج (1 مارس 1992 في الهند - ) هو لاعب كرة قدم هندي في مركز الوسط. شارك مع منتخب الهند تحت 23 سنة لكرة القدم ومنتخب الهند لكرة القدم. أما مع النوادي، فقد لعب مع نادي بنغالورو ونادي ديمبو ونادي جوا وIndian Arrows ‏.

## وصلات خارجية
- ألوين جورج على موقع قاعدة بيانات كرة القدم.إي يو (الإنجليزية)
- ألوين جورج على موقع Soccerway.com (الإنجليزية)